# Prière à saint Michel

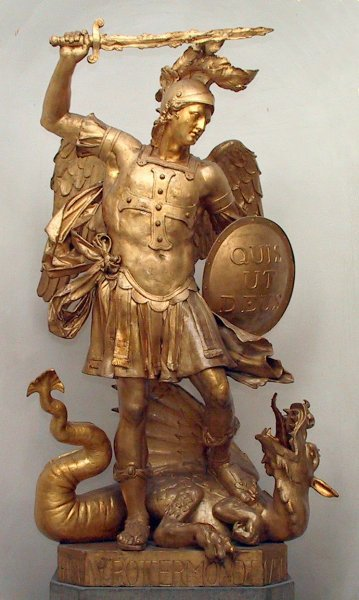
Statue de l'archange Michel, à l'université de Bonn, frappant Satan représenté en dragon. Quis ut Deus ? est inscrit sur le bouclier.

La prière à saint Michel se réfère, dans l'usage courant, à une prière catholique apparue en 1886. Elle demande le secours de l'archange Michel en tant que chef de la milice céleste dans le combat des âmes contre Satan et les autres démons. Cette prière est à la base du développement ultérieur de plusieurs rituels d'exorcisme de l'Église catholique.

## Historique
En 1859, par l'encyclique Qui nuper, le pape Pie IX décrète, pour l'Italie, que des prières supplémentaires soient dites à la fin de chaque messe en réponse à la contestation par le Risorgimento du pouvoir temporel du pape exercé au travers des États pontificaux. Ces prières comprenaient trois Je vous salue Marie, un Salve Regina et une oraison pour l'Église.
En 1884, le pape Léon XIII étend universellement ces dispositions à la célébration des messes basses de rite romain. Cette nouveauté liturgique est connue sous l'expression de prières léonines. Entre-temps, la quasi-totalité du territoire des États pontificaux a été conquise par le royaume d'Italie.

En 1886, en étant intégrée par décret pontifical aux prières léonines, la prière à saint Michel apparaît pour la première fois : 
| Latin Sancte Míchael Archángele, defénde nos in próelio; contra nequítiam et insídias diáboli esto praesídium. Imperet illi Deus, súpplices deprecámur, tuque, Prínceps milítiae caeléstis, Sátanam aliósque spíritus malígnos, qui ad perditiónem animárum pervagántur in mundo, divína virtúte, in inférnum detrúde. Amen. | Français Saint Michel Archange, défendez-nous dans le combat et soyez notre protecteur contre la méchanceté et les embûches du démon. Que Dieu exerce sur lui son empire, nous vous en supplions : et vous, Prince de la Milice Céleste, par le pouvoir divin qui vous a été confié, précipitez au fond des enfers Satan et les autres esprits mauvais qui parcourent le monde pour la perte des âmes. Amen. |

À partir de 1930, postérieurement aux accords du Latran qui fondent l'État de la Cité du Vatican, le pape Pie XI demande que les prières léonines, incluant la prière à saint Michel, soient désormais dites pour la conversion de la Russie.

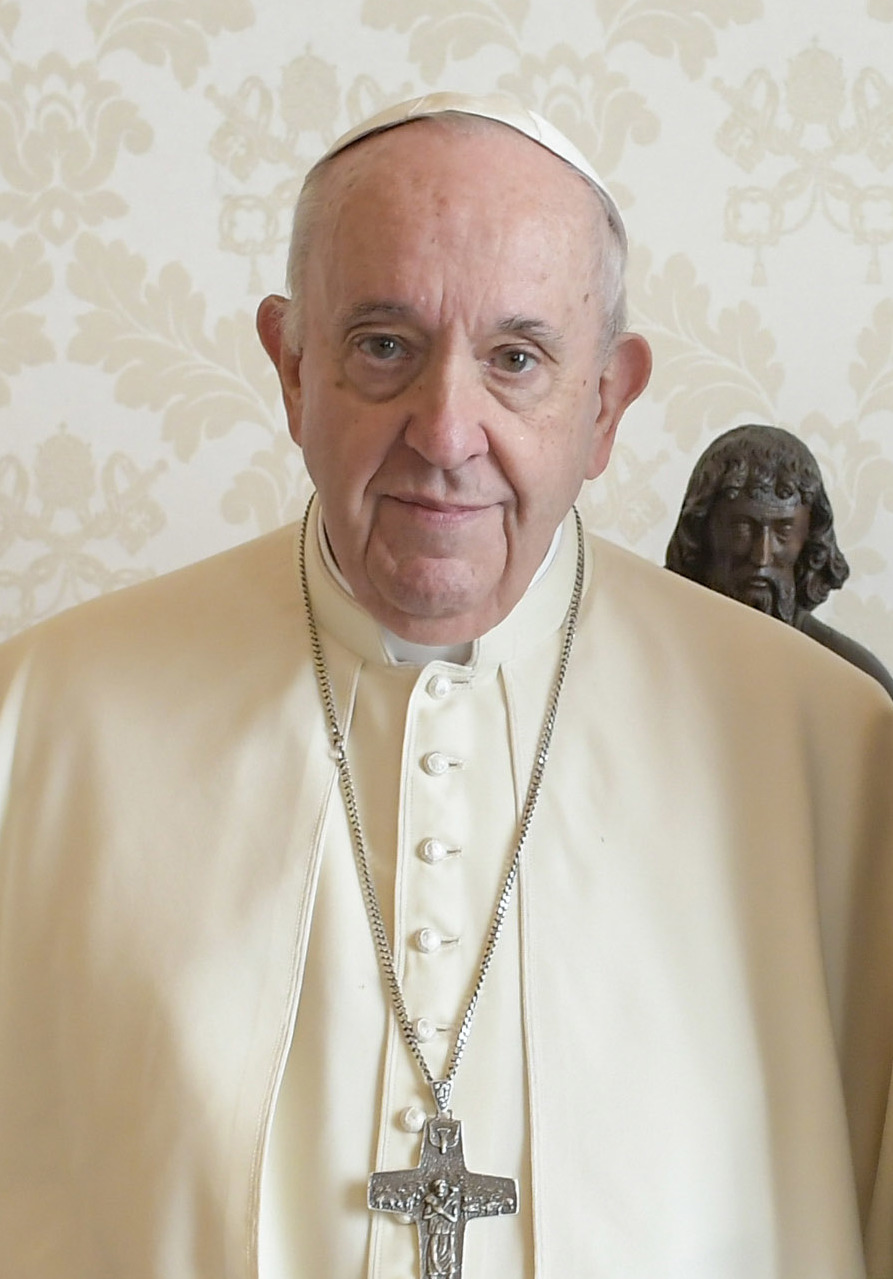
Le pape François nourrit une piété personnelle pour la prière à saint Michel.

Les prières léonines sont maintenues jusqu'à 1965, date à laquelle un acte d'application de la constitution Sacrosanctum Concilium relative au missel romain les remplace en proposant sept prières d'action de grâces facultatives.

En 1994, lors du traditionnel discours dominical de l'Angélus, devenu celui du Regina cæli durant le temps pascal, le pape Jean-Paul II encourage le recours à cette prière : 
Même si, actuellement, cette prière ne se dit plus à la fin de la célébration eucharistique, je vous invite tous à ne pas l'oublier, à la dire pour obtenir de l'aide dans la bataille contre les forces des ténèbres et contre l'esprit de ce monde. 
En 2018, le pape François demande à l'ensemble des catholiques, pour le mois d'octobre, de prier chaque jour le Rosaire et de le conclure avec la prière Sub tuum præsidium "pour que la Vierge Marie aide l’Église en ces temps de crise", et celle à saint Michel "afin qu’il la défende des attaques du démon".
Dans une interview donnée en 2022, le pape François confie qu'il dit tous les jours, chaque matin, la prière à saint Michel Archange.

## Reprises et développements dans des rituels d'exorcismes
En 1890, par l'intermédiaire du journal Acta Sanctæ Sedis, la Sacrée congrégation pour la propagation de la foi publie un Exorcisme contre Satan et les anges apostats reprenant des éléments de la prière à saint Michel en les développant. L'usage de cet exorcisme est confié aux évêques et aux prêtres ayant reçu la charge d'exorciser. Pour ceux qui, laïcs exclus, récitent la formule d'exorcisme chaque jour pendant un mois, une indulgence plénière y est attachée, et une indulgence partielle pour chaque récitation, à raison d'une indulgence par jour.
En 1902, une version réduite de l'Exorcisme est officiellement intégrée au rituel romain.

## Usage actuel de la prière et de l'exorcisme dans l'Église catholique
L'Église catholique recommande officiellement cette prière au titre des "supplications qui peuvent être utilisées en privé par les fidèles dans leur lutte contre les puissances des ténèbres", ainsi qu'indiqué dans le rituel romain d'exorcisme actuel promulgué en 1999 par Jean-Paul II.
Conformément à ce même livre liturgique, la version de 1902 de l'Exorcisme contre Satan et les anges apostats est toujours vigueur, au titre d'"exorcisme qui peut être utilisé dans des circonstances particulières affectant l'Église." Contrairement à la prière à saint Michel, son usage est encadré de par sa nature même d'exorcisme : seuls les évêques et les prêtres mandatés par leur ordinaire peuvent la dire. En ce sens, une réponse de la Congrégation pour la doctrine de la foi de 1985 défend l'emploi de ce rituel sacerdotal par des groupes de prières laïcs, renouvelant la disposition initiale de 1890.

## Origines prétendues de la prière
Différentes versions, présentant des sources de seconde ou troisième main, affirment que la prière aurait été composée à la suite d'une vision, du moins un épisode de vie intriguant, de Léon XIII :

En 1905, soit 2 ans après la mort du pape, et 22 ans au moins après les faits, les Annales du Mont Saint-Michel, revue de la presse régionale normande dédiée à la thématique de l'archange Michel, relatent dans une rubrique "Variétés" une vision qualifiée de "symbolique" qui aurait eu lieu dans le cadre de la célébration de la messe. L'article ne mentionne pas explicitement d'année, même s'il suggère 1884 ou 1886. La revue rapporte les propos que lui aurait confiés un prélat rendu anonyme :

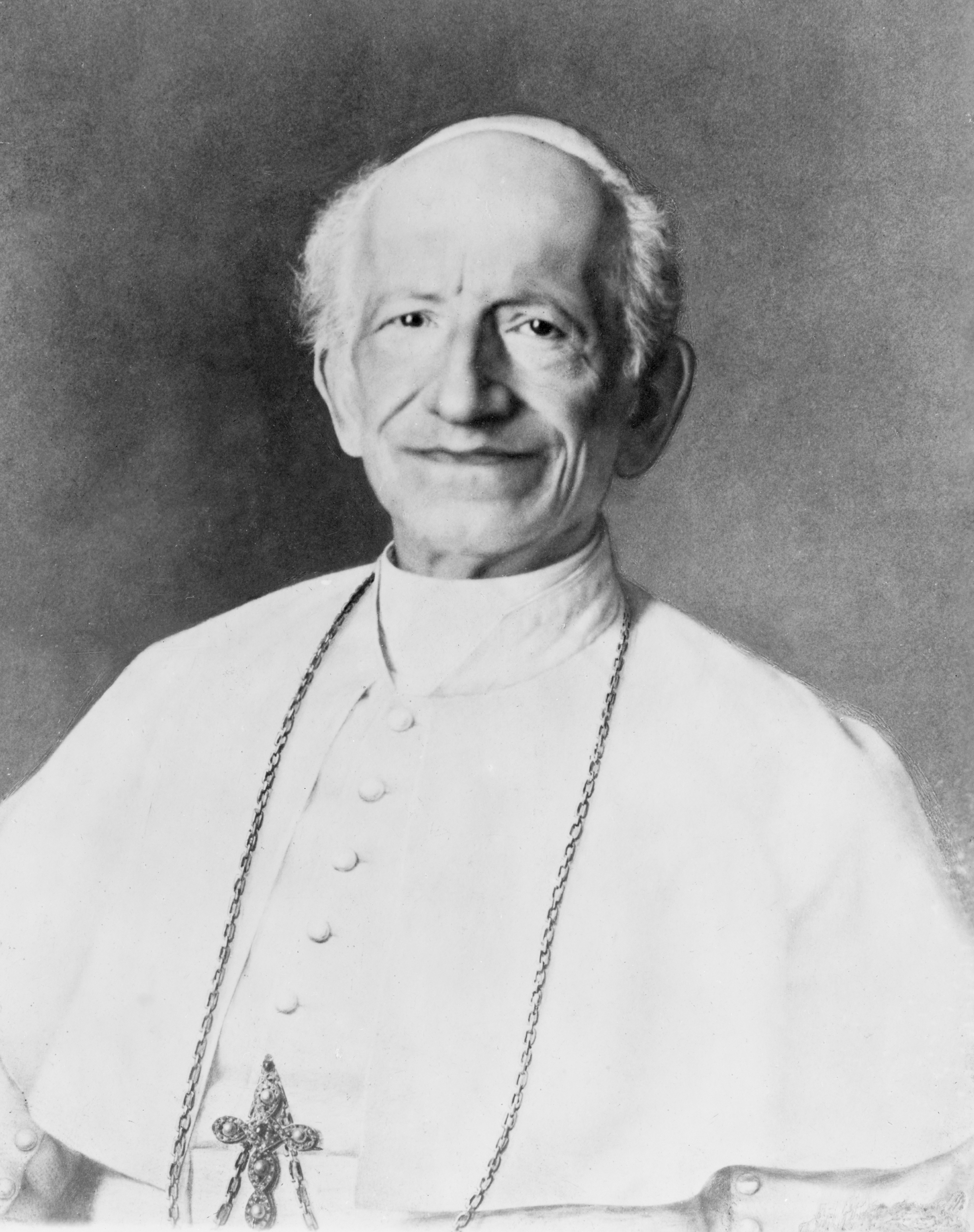
Le pape Léon XIII, qui selon certains avis, aurait composé lui-même la prière à saint Michel.

Variétés. Une vision de Léon XIII.Le 6 février 1884, un décret pontifical ordonnait des prières à la fin de chaque messe basse : trois Ave, le Salve Regina et une seule oraison.
Deux ans plus tard, vers la fin de 1886, une invocation à saint Michel fut ajoutée. Or, c'était une innovation liturgique qui fit beaucoup parler alors.
Pourquoi cette invocation à ajouter aux prières déjà prescrites? c'est que Léon XIII, un jour qu'il célébrait la sainte messe, eut une vision :
"La terre lui apparut comme enveloppée de ténèbres et, d'un abîme entre'ouvert, il vit sortir une légion de démons qui se répandirent sur le monde pour détruire les œuvres de l'Église et s'attaquer à l'Église elle-même, qui fut réduite à l'extrémité. C'est alors que saint Michel apparut et que, de son épée, il refoula les esprits mauvais dans l'abîme."
Le prélat romain qui tenait de la bouche même de Léon XIII, le récit de cette vision symbolique, était Mgr T..., consulteur de la S. Congrégation des Évêques et Réguliers.
Cet article est par ailleurs cité par le prêtre catholique Henri Delassus dans son essai La Conjuration antichrétienne publié en 1910.

En 1933, soit 30 après la mort de Léon XIII, et 53 ans après la date des faits qu'il donne, le journal local de la ville de Konnersreuth en Allemagne indique, sans citer de témoins, que Léon XIII aurait ordonné au début des années 1880 de faire dire à la fin de chaque messe une prière à saint Michel qu'il composa à la suite d'une vision. La vision aurait eu lieu lors d'une réunion avec des cardinaux :
Un matin, après avoir célébré la messe, Léon XIII se rendit à une réunion avec les cardinaux. Mais il s’évanouit subitement, et les médecins qui se sont précipités n’ont pas trouvé de raison pour cet évanouissement, bien que le pouls ait presque cessé. Il se réveilla soudain, tout frais comme avant, et raconta qu’il avait vu une image terrible. Il a pu voir les séductions et la fureur des démons dans tous les pays à venir. L'Archange Michel jeta Satan avec tous ses démons dans l’abîme infernal, puis Léon XIII ordonna, peu après 1880, la prière générale à saint Michel.

En 1947, soit 44 ans après la mort de Léon XIII, et 61 ans au moins après les faits, La Settimana del Clero, revue dédiée au clergé catholique italien, rapporte que le Père Domenico Penchenino, qui dit avoir été au Vatican sous le pontificat de Léon XIII, affirme avoir assisté non pas à une vision au sens strict, mais à un événement étrange. Le témoignage ne mentionne pas d'année, l'événement intriguant aurait eu lieu dans le cadre d'une cérémonie de remerciement :
Je ne me souviens pas exactement de l’année. Un matin, le grand Pontife Léon XIII célébra la sainte messe puis assista, comme d’habitude, à une autre cérémonie en remerciement. Tout à coup, on le vit redresser la tête et fixer intensément quelque chose au-dessus de l’officiant. Il regardait fixement, sans battre des cils, comme envahi d’un sentiment de terreur et d’émerveillement, et les traits de son visage changèrent de couleur. Quelque chose d’étrange, de grand, se produisait en lui.
Finalement, comme s’il reprenait ses esprits, il se redressa en s’appuyant sur sa main d’un mouvement léger mais énergique. On le vit se diriger vers son bureau privé. Ses proches, anxieux, le suivirent et lui demandèrent à voix basse : “Saint-Père, vous ne vous sentez pas bien ? Avez-vous besoin de quelque chose ?” Il répondit : “Non, de rien.”
Une demi-heure après, il appela le Secrétaire de la Congrégation des rites et, en lui tendant une feuille, lui ordonna de l’imprimer et de l’envoyer à tous les Ordinaires du monde. Que contenait-elle ? La prière que nous récitons à la fin de la messe avec les fidèles et qui contient la supplication de la Sainte Vierge, l’invocation ardente du prince des milices célestes, et l’imploration de Dieu pour qu’Il repousse Satan en enfer. 

En 1955, soit 52 ans après la mort de Léon XIII, et 69 ans au moins après les faits, un auteur anonyme aux initiales "I.P.", affirme dans la revue théologique Ephemerides Liturgicae que le cardinal italien Giovanni Battista Nasalli Rocca di Corneliano aurait reçu le témoignage du secrétaire de Léon XIII à propos d'une vision du Pape. Ni l'année ni le cadre de la vision ne sont précisés: 
Léon XIII a lui-même rédigé cette prière. La phrase : “Satan et ses légions d’esprits mauvais qui rôdent dans le monde en vue de perdre les âmes”, trouve une explication historique que son secrétaire particulier, Mgr Rinaldo Angeli, nous a été plusieurs fois racontée. Léon XIII a vraiment eu la vision d’esprits infernaux qui se rassemblaient autour de la ville éternelle ; et c’est de cette expérience qu’est née la prière qu’il a voulu faire réciter à toute l’Église. Cette prière, il la récitait d’une voix vibrante et puissante : nous l’avons si souvent entendue dans la basilique du Vatican. Et ce n’est pas tout. Il a également écrit de ses propres mains un exorcisme spécial figurant dans le Rituel romain (édition 1954, tit. XII, c. III, pages 863 et suivantes). "Il recommandait aux évêques et aux prêtres de réciter souvent ces exorcismes dans les diocèses et les paroisses. Il le faisait lui-même à longueur de journée.
En 2010, soit 107 ans après la mort de Léon XIII, et 124 ans après les faits, la revue L'Appel du Ciel, mensuel français dédié aux apparitions, affirme sans s'appuyer sur des sources que Léon XIII aurait observé, au cours d'une telle vision, un dialogue entre Dieu et Satan, Satan demandant 100 ans à Dieu pour détruire l'Église. L'article indique notamment, sans donner d'éléments le démontrant, que le dialogue aurait eu lieu un 13 octobre, faisant coïncider l'événement avec le jour du miracle du soleil de Fatima. L'article, qui n'indique ni d'auteur ni de références, établit par ailleurs une confusion entre la prière de 1886 et l'exorcisme de 1890.